# Чигиринський деканат
Чигиринський деканат Руської унійної церкви — колишня адміністративно-територіальна одиниця Руської унійної церкви.
Створений близько 1740 року. До складу Чигиринського деканату були приписано 27 церков з Чигирина та навколишніх населених пунктів, серед яких, зокрема три церкви в Чигирині, дві — в Суботові (святого Архистратига Михаїла та Іллінська). На думку Надії Кукси, ставив за мету поступово усунути з храмів усіх православних священиків, замінивши їх на унійних.
Внаслідок постійного супротиву більшости парафіян, які воліли залишатися вірянами Православній церкві, в 1768 р. був скасований.